# Битва при Ломнице
Битва при Ломнице (9 ноября 1618) — сражение чешского периода Тридцатилетней войны.

## Предыстория
По настоянию других членов семьи Габсбургов бездетный император Матвей в 1618 году был вынужден короновать королём Богемии штирийского герцога Фердинанда, активного проводника Контрреформации. Чешские дворяне, противясь этому, 23 мая 1618 года в Пражском Граде в ходе «Второй Пражской дефенестрации» выбросили имперских наместников Вилема Славату и Ярослава из Мартиниц и их писца Филиппа Фабрициуса в ров из высокого крепостного окна и короновали королём Богемии лидера Евангелической Унии — пфальцского курфюрста Фридриха V. Это привело к началу Тридцатилетней войны.
Для усмирения Богемии Фердинанд решил положиться на силы Католической Лиги. Ситуацию облегчило то, что моравские феодалы позволили имперской армии пройти через свою территорию, в результате чего католические войска, численностью свыше 10 тысяч человек, вторглись в Чехию через Зноймо, но потерпели поражение у Чаславы и были вынуждены отступить, из-за болезней и потерь в мелких стычках их армия ослабла. Разлившаяся река Лужница не позволяла переправить вброд возы с тяжёлым вооружением и амуницией, и потому имперская армия была вынуждена двигаться к единственному мосту в Драхове, а потом, по левому берегу Лужницы, бежать на юг. 9 ноября чешские войска, наконец, перехватили имперскую армию в Ломницах-над-Лужницей.

## Битва
Сражение развернулось на холмах между деревнями Дунаёвица и Горни-Словеница. Генерал Бюкуа отступал с имперской армией вдоль северного берега пруда Коцлиржов, когда утром был настигнут чешскими войсками, и занял позицию на дамбе. К полудню, будучи сбитым с этой позиции, он отступил через брод в Мельтинске к Лишову, что всего лишь за холмом от Дунаёвицы. Здесь произошло основное сражение, свёдшееся к артиллерийской перестрелке. Бой завершился с наступлением темноты, когда Бюкуа смог оторваться от чешской армии и отступить к Будеёвицам. Турн не решился его преследовать, сочтя это слишком рискованным, и на следующий день отступил к Лишову.

## Последствия
Потери имперской армии оцениваются в 1800 человек (оставшиеся на поле боя раненые были добиты крестьянами из окрестных деревень, мародёрствовавшими на поле боя после сражения). Была предотвращена угроза оккупации Праги, но имперская армия не была полностью уничтожена, что доставило проблемы впоследствии.